# Kariner Meer
Das Kariner Meer (kroatisch Karinsko more) ist eine von der Adria geflutete große Karstsenke an der norddalmatischen Küste. Es besitzt eine schmale Verbindung (Karinsko ždrilo) zur vorgelagerten größeren Senke, dem Novigrader Meer.  

## Beschreibung
Die Tiefe des Kariner Meers liegt bei 3 bis 12 m. Im Kariner Meer befindet sich eine kleine Insel, die Karinski školj heißt. Das Kariner Meer verfügt über einen kleinen Zufluss, die Karišnica. Wenn die Karišnica im Winter viel Wasser führt, fällt die Salinität des Kariner Meers von 36 ‰ auf 29 ‰.
Das Karinsko ždrilo hat eine maximale Breite von 100 m. Das Kariner Meer wird auch als „das kleinste Meer der Welt“ bezeichnet.
Entlang der Ufer befinden sich die Siedlungen Ribnica, Crna Punta, Šušnjar, Šušnjar II, Vrulje, Donji Karin, Gornji Karin und Pridraga. 

## Fauna
Von Fischarten sind im Kariner Meer unter anderem Seezungen, Sardinen, Großkopfmeeräschen anzufinden. Außerdem leben dort mehrere Muschelarten, wie die Europäische Auster und Mittelmeer-Miesmuscheln.

## Weblinks

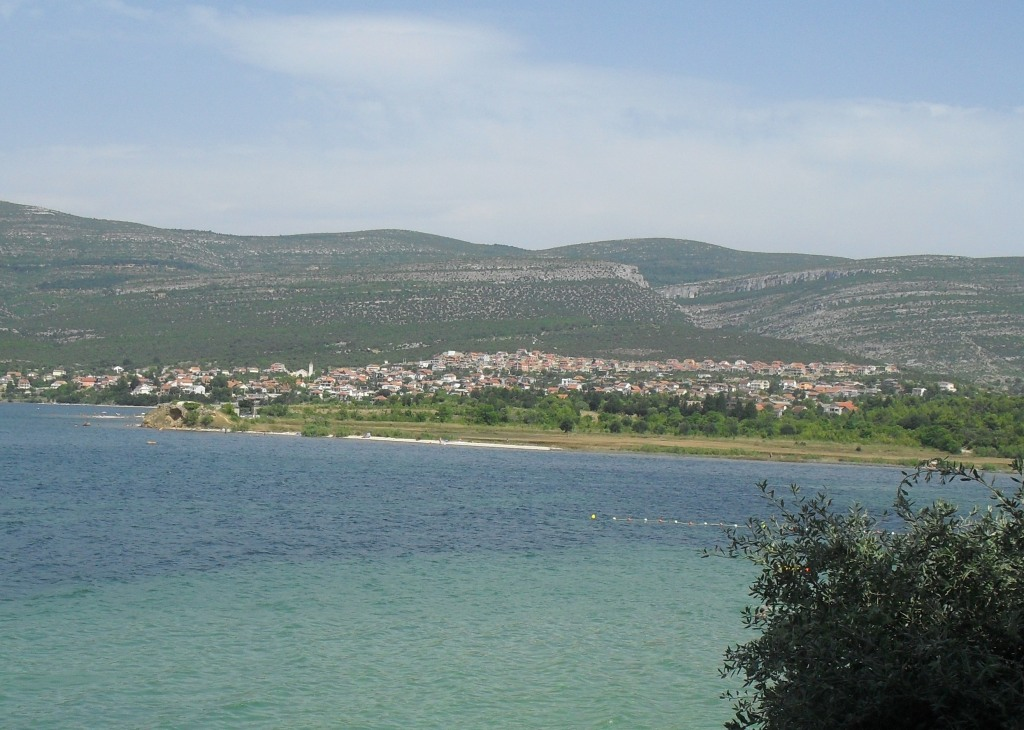
Gornji Karin ist die größte Siedlung am Ufer des Kariner Meers